# Guadalupe de Zarcero
Guadalupe es uno de los distritos del cantón de Zarcero, en la provincia de Alajuela, de Costa Rica.

## Geografía
Guadalupe cuenta con un área de 22,58 km² y una altitud media de 1602 m s. n. m. Altitud mínima 970 m s. n. m.  Altitud Máxima 1650 m s. n. m.

## Demografía
Para el año 2022, Guadalupe cuenta con una población estimada de 1472 habitantes, y para el último censo efectuado, en 2011, Guadalupe contaba con una población de 1148 habitantes.

## Localidades
- Poblados: Guadalupe, Anateri, Bellavista, San Luis

## Economía
Las actividades económicas principales del distrito de Guadalupe están relacionadas con el sector agropecuario, destacando la producción de café, leche, hortalizas y ganadería de carne. También se desarrollan actividades comerciales, como talleres, panaderías y plantas agroindustriales.